# Knud Knudsen
Knud Leonard Knudsen (Ålesund, 1879. szeptember 6. – Bergen, 1954. április 28.) olimpiai bajnok norvég tornász.
Az 1912. évi nyári olimpiai játékokon indult tornában és csapat összetettben szabadon választott szerekkel olimpiai bajnok lett.
Klubcsapata a Bergens TF volt.